# أستراليا
أُسْتُرَالِيَا (بالإنجليزية: Australia)، أو رسميًّا كُومِنْوِلْث أُسْتُرَالِيَا (بالإنجليزية: Commonwealth of Australia)، هي دولة ذات سيادة تضم البر الرئيسي للقارة الأسترالية، وجزيرة تسمانية، والعديد من الجزر الأصغر. تقع في نصف الكرة الجنوبي جنوب شرق آسيا وغرب المحيط الهادي، عاصمتها كانبرا. ويحيط القارة من الشمال بحر تيمور وبحر آرفورا ومضيق توريس ومن الشرق بحر المرجان وبحر تسمان ومن الجنوب ممر باس، ويحيط بها من الجنوب والغرب المحيط الهندي، تبلغ مساحتها الإجمالية 7,688,287 كيلومترًا مربعًا، مما يجعلها سادس أكبر دولة في العالم والأكبر في أوقيانوسيا. أستراليا هي القارة الأكثر تسطحًا وجفافًا في العالم.
قبل احتلال الأوروبيين للقارة في أواخر القرن ال18، كان يعيش في القارة سكان أستراليا الأصليون منذ ما يقرب من 65,000 عام الذين كانوا ينتمون لما يقارب من 250 أسرة لغات. وبعد أن اكتشفها الملاحة الهولنديون في عام 1606، استولت بريطانيا على النصف الشرقي من أستراليا في 1770، وكان أول استحواذ رسمي كامل على أستراليا في 26 يناير 1788، وعندها نما عدد السكان بثبات في العقود اللاحقة، وتم اكتشاف باقي القارة وعندها أضيفت خمسة مستعمرات إضافية للحكم الذاتي لولي عهد بريطانيا.
في 1 يناير 1901، أصبحت المستعمرات الست اتحاد فيدرالي وتكون الكومنولث الأسترالي. ومنذ هذا الاتحاد الفيدرالي، تكون في أستراليا نظام سياسي ديمقراطي ليبرالي مستقر هو نظام الكومنولث. يعدّ التعداد السكاني لأستراليا حوالي 24,899,100 مليون نسمة. ويتركز حوالي (60%) من السكان في داخل أو قريب من عواصم الولايات مثل سيدني وميلبورن وبريزبان وبيرث وأديليد. تعدّ العاصمة الدولية كانبيرا، في إقليم العاصمة الأسترالية. ويعدّ حوالي (57%) من السكان يعيش إما في ولاية فيكتوريا أو في نيوساوث ويلز.
تعدّ أستراليا دولة متقدمة، حيث تحتل المركز الثالث عشر في التقدم الاقتصادي والمركز السادس عشر في تصنيف مؤشر التنافس العالمي 2010–2011 للمنتدى الاقتصادي العالمي. وتُصنّف أستراليا في مراكز متقدمة في العديد من التصنيفات العالمية مثل: التنمية البشرية وجودة الحياة والرعاية الصحية والعمر المتوقع والتعليم العام والحرية الاقتصادية وحماية الحريات المدنية والحقوق السياسية. وتعدّ أستراليا عضو في الأمم المتحدة ومجموعة العشرين ودول الكومنولث وأنزوس ومنظمة التنمية الاقتصادية وإبيك ومنظمة التجارة العالمية ومنتدى جزر المحيط الهادي. وتعدّ أستراليا الأولى في معيار جودة المعيشة خارج أوروبا.
أكثر من 80 في المئة من سكان أستراليا هم من أصول أوروبية، ومعظم الباقي من العرقيات الآسيوية، مع أقلية أصغر من السكان الأصليين. بعد إلغاء سياسة «أستراليا البيضاء» في عام 1973، أنشئت العديد من المبادرات الحكومية الرامية لتشجيع وتعزيز الانسجام العرقي استنادًا إلى سياسة التعددية الثقافية. على الرغم من أن اللغة الإنجليزية هي اللغة الأكثر استخداما أو اللغة الشعبية في أستراليا وكذلك في المؤسسات الحكومية، لكنها ليست اللغة الرسمية للبلاد، إلا أنه اصطلح على اعتبارها لغة شبه رسمية.

## أصل التسمية
تنطق [əˈstɹæɪljə, -liə] في اللغة الأسترالية الإنجليزية. ويؤخذ الاسم أستراليا الكلمة اللاتينية australis، التي تعني الجنوبية. وهي مأخوذة من (باللاتينية: Legends of Terra Australis Incognite) —أساطير عن أرض الجنوب المجهولة— حيث يعود تاريخها إلى العصر الروماني. حتى اكتشفت في العصور الوسطى، وعندها جاء الاسم لكلمة أستراليا.

## الجغرافيا

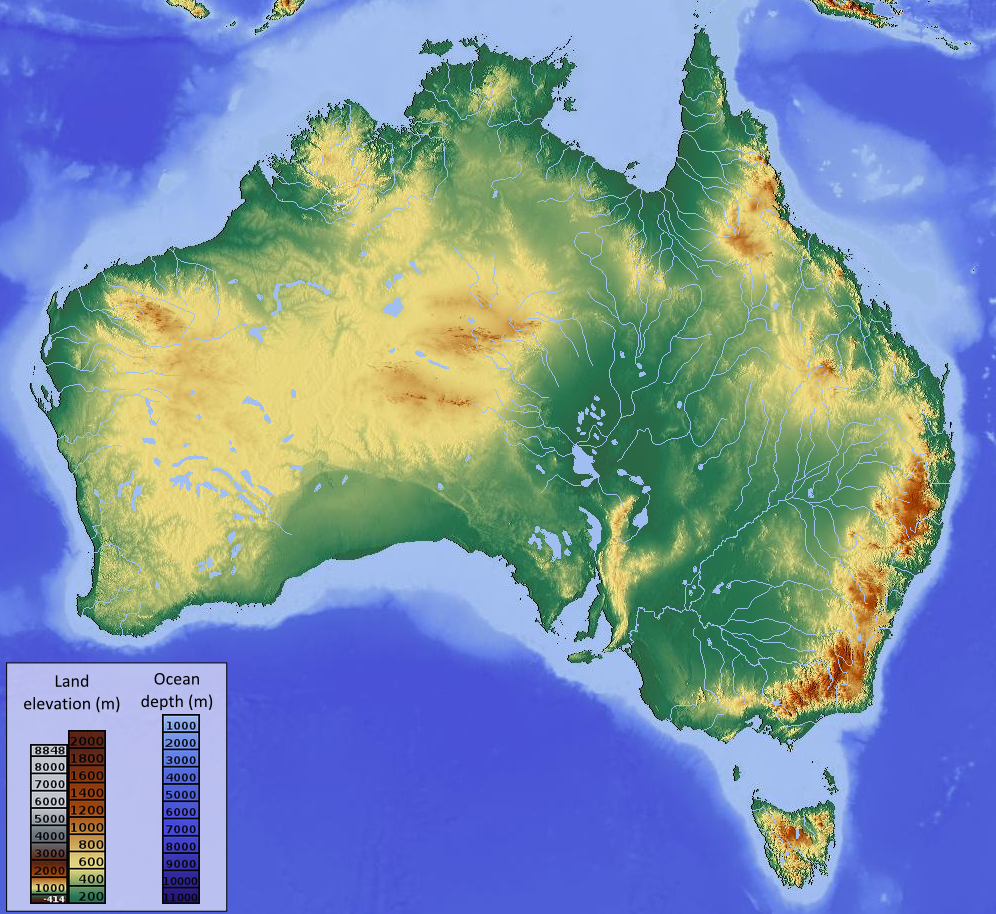
خريطة طبوغرافية لقارة أستراليا

تعدّ مساحة أستراليا هي 7,617,930 كيلومتر مربع (2,941,300 ميل2) على سطح القارة الأسترالية. ويحدها المحيط الهندي من الغرب والمحيط الهادئ من الشرق، ويفصلها عن آسيا بحر آرافورا وبحر تيمور ويفصلها بحر تسمان عن نيوزيلندا، ويفصلها المحيط المتجمد الجنوبي عن القارة القطبية الجنوبية. تعدّ أستراليا أصغر قارة في العالم وسادس أكبر دولة في العالم حسب المساحة. تعدّ أستراليا —نظرًا إلى حجمها وانعزالها— قارة جزيرة، وتعدّ أكبر جزيرة بالعالم. تعدّ مساحة شواطئ أستراليا 34,218 كيلومتر (21,262 ميل) (باستثناء كل الجزر البحرية) وتمتلك أستراليا مناطق كثيرة وواسعة من المناطق الاقتصادية الخالصة تقدر ب 8,148,250 كيلومتر مربع (3,146,060 ميل2). هذه المنطقة الاقتصادية الخالصة لا تشمل الإقليم الأسترالي في القارة القطبية الجنوبية. باستثناء جزر مكواري تقع أستراليا ما بين 9° إلى 44° جنوبًا، و122° إلى 154° شرقًا.
يعدّ الحيد المرجاني العظيم، هو أكبر منطقة للشعاب المرجانية في العالم،  يقع في مسافة قصيرة عن شاطئ الشمالي الشرقي ويمتك نحو 2,000 كيلومتر (1,240 ميل). يعدّ الفاصل الكبير المدى هي أكبر سلسلة جبال في أستراليا، فهي تمتد من شمال شرق ولاية كوينزلاند على طول الساحل الشرقي من خلال نيوساوث ويلز ثم تصل إلى ولاية فيكتوريا في الجنوب لتتحول للغرب. ويعدّ أعلى جبل في الأراضي الأسترالية بطول 2,228 متر (7,310 قدم) هو جبل كوسيزكو في منطقة غريت ديفايدينغ، على الرغم من موجود جبل أكثر ارتفاع منه لكنه في المقاطعة الأسترالية جزيرة هيرد وهو جبل ماسون بيك الذي يصلح ارتفاعه إلى 2,745 متر (9,006 قدم).

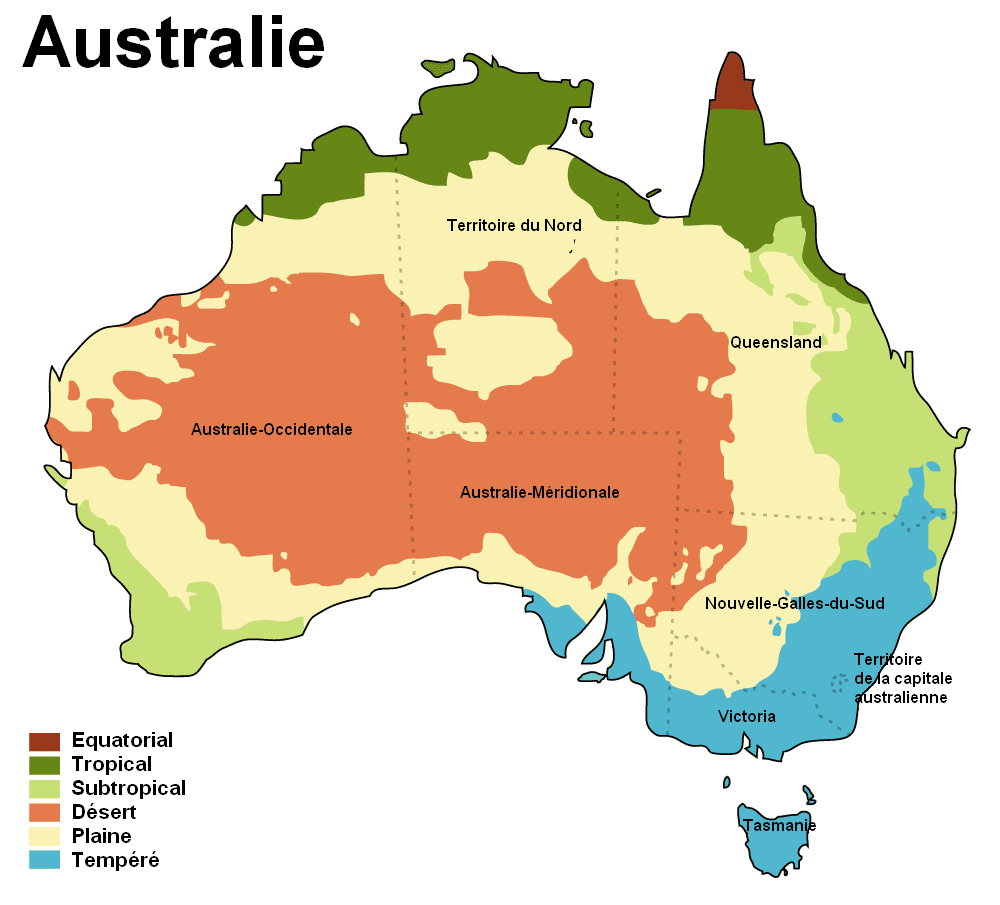
مناطق مناخية لأستراليا
استوائي
مداري
شبه استوائي
صحراء
مروج وسافانا
معتدل

تعدّ أستراليا أكثر قارة تسطحًا، وتربتها هي الأقدم والأقل خصوبة،  وهي تقريبًا أرض صحراوية أو شبه صحراوية وتمثل المناطق النائية الجزء الأكبر من الأرض، وهي أكثر قارة جفافًا مأهولة؛ إلا عن المناطق الجنوبية شرقية والجنوبية غربية ذات المناخ المعتدل. وتعدّ الكثافة السكانية 2.8 نسمة لكل كيلومتر مربع، ويعدّ من أدنى المعدلات في العالم. على الرغم من أن السكان معظمهم يعيش في الساحل الجنوبي الشرقي ذو المناخ المعتدل. تكثر المناظر الطبيعية في الجزء الشمالي من البلاد، والطرف العلوي ومناطق ما خلف خليج كاربينتاريا، التي تتميز بمناخها الاستوائي، ووجود الغابات بها والأراضي العشبية والصحراوية. بينما في الركن الشمالي الغربي من القارة، فهي منطقة منحدرات ووديان من الحجر الرملي والوديان الضيقة لمنطقة كيمبرلي وأدناه بيلبارا بينها في الجنوب والمناطق الداخلية. بينما تعدّ مرتفعات وسط أستراليا هي قلب أستراليا.
يتأثر المناخ في أستراليا كثيرًا بتيارات المحيط —بما في ذلك ظاهرة قطبي المحيط الهندي وظاهرة النينو— التي ترتبط بالجفاف الدوري، والموسم الاستوائي ذو الضغط المنخفض المسبب للأعاصير في شمال أستراليا. وهذه العوامل تساهم في نزول الأمطار التي تختلف بصورة ملحوظة من عام لآخر. يسود معظم الجزء الشمالي من البلاد المناخ الاستوائي ذو الأمطار الصيفية (الموسمية). وثلاثة أرباع أستراليا تقع ضمن المنطقة الصحراوية أو شبه صحراوية. ويعدّ الركن الجنوب غربي في الدولة ضمن إقليم البحر المتوسط المناخي،  ومعظم الجنوب الشرقي (بما في ذلك تسمانيا) ذو مناخ معتدل.

## التاريخ

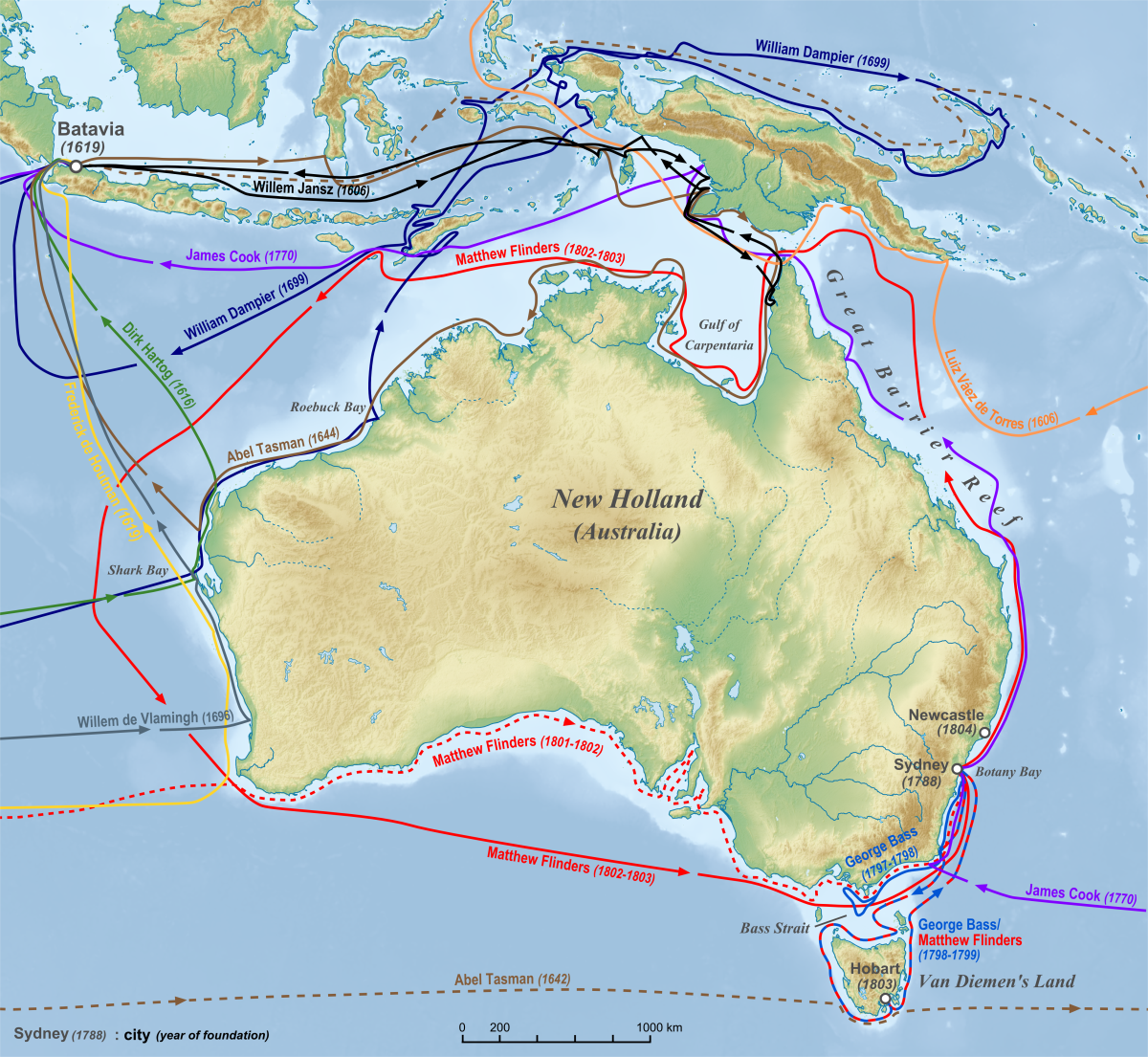
استكشافات الأوروبيين حتى 1812
1606 فيليم يانسون
1606 لويس فاي دي توريس
1616 ديريك هارتوج
1619 فريدريك دي هوتمان
1644 أبل تاسمان
1696 فيليم دي فلامينغ
1699 وليام دامبير
1770 جيمس كوك
1797–1799 جورج باس
1801–1803 ماثيو فليندرز

سكن الإنسان قارة أستراليًا ما بين 42,000 و 48,000 عام مضت،  ويعتقد أن بعد هجرة البشر الذين أتوا من جنوب شرق آسيا عن طريق جسور اليابسة ومعابر البحر، يمكن أن يكونوا هؤلاء السكان الجدد هم أسلاف سكان أستراليا الأصليون. كان معظم سكان أستراليا الأصليون صائدي حيوانات وأسماك وجامعي ثمار في وقت الاستعمار الأوروبي في أواخر القرن ال18، ولم يعرفوا حينها تربية الأسماك.
بعد عدة زيارات متفرقة من صيادي الأسماك عند أرخبيل الملايو،  كانت أول رؤية سجلت في التاريخ للأراضي الأسترالية وأول تدفق أوروبي على القارة الأسترالية نسبت إلى الملاحة الهولندي فيليم يانسون. حيث رأي شبه جزيرة كيب يورك في تاريخ مجهول في بدايات 1606, وصنع أول تدفق رسم الهولندي كامل السواحل الغربية والشمالية من أستراليا خلال القرن السابع عشر، وأسماها «هولندا الجديدة». لكنه لم يبذل أي محاولة لاستيطانها. رسى الملاح والمستكشف الإنجليزي وليام دامبير في الساحل الشمالي الغربي من أستراليا عام 1688 وأيضًا في رحلة العودة عام 1699. في عام 1770، أبحر جيمس كوك ورسم الساحل الشرقي لأستراليا، وأسماها جنوب ويلز الجديدة واحتلتها بريطانيا العظمى. مهدت اكتشافات كوك الطريق لإنشاء مستعمرة عقوبات. وأنشات بريطانيا ملكية مستعمرة ملكية وهي نيوساوث ويلز في 26 يناير 1788، عندما قاد أرثر فيليب الأسطول الأول لميناء جاكسون، ويعدّ هذا التاريخ العيد الوطني لأستراليا. استعمرت أرض فان دامين، والتي تسمى تسمانيا حاليًا، في 1803 حتى أصبحت مستعمرة مستقلة في 1825. وقامت المملكة المتحدة باستعمار الجزء الغربي من أستراليا في 1828. بعد انفصال عدة مستعمرات عن نيوساوث ويلز مثل: جنوب أستراليا في 1836 وفيكتوريا في 1851 وكوينزلاند في 1859. تأسس الإقليم الشمالي الذي كان منفصلًا عن الجنوب الأسترالي، حينها كانت جنوب أستراليا مقاطعة حرة ولم تكن مستعمرة عقوبات أبدًا. وكذلك فيكتوريا وغرب أستراليا، ولكنهم وافقوا مؤخرًا على نقل المحكوم عليهم إليها. وقاد سكان نيوساوث ويلز إلى حملة لإيقاف نقل المحكوم عليهم للمستعمرة، حينها كانت آخر سفينة للمحكوم عليهم تصل نيوساوث ويلز في 1848.

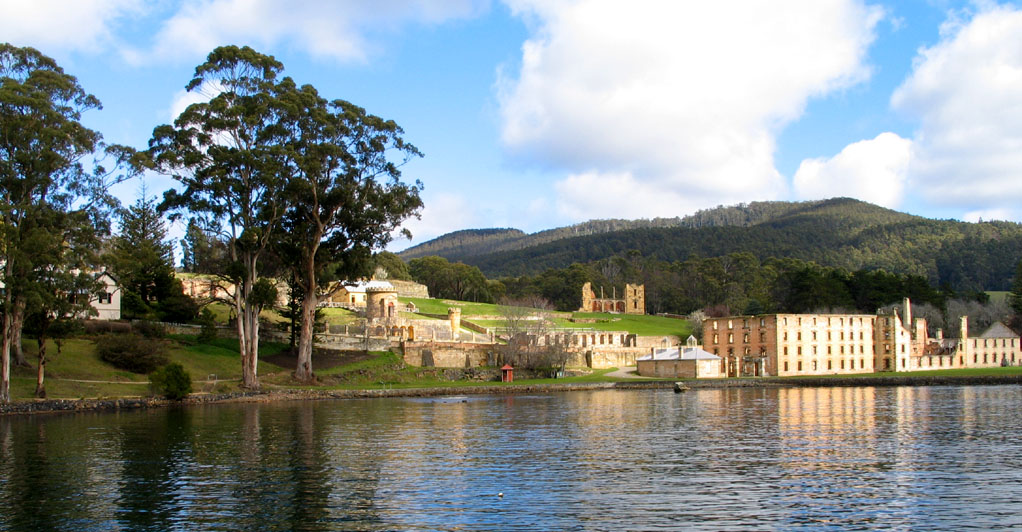
ميناء أرثور بتسمانيا كان أكبر سجن للمحكوم عليهم المنقولين في أستراليا.

كان تعداد السكان الأصليين يقدر ما بين 750,000 إلى 1,000,000 نسمة في وقت الاستعمار الأوروبي،  ولكنها انخفضت بشدة خلال 150 عامًا التي سبقت الاستعمار، ويرجع ذلك إلى الأمراض المعدية. يعدّ المؤرخين أمثال هينري رينولدز «الأجيال المسروقة» (إبعاد أطفال السكان الأصلين عن أهاليهم) جريمة إبادة جماعية، وساهمت في انخفاض السكان الأصليين. كسبت الحكومة الفدرالية القوة لعمل قوانين لاحترام سكان أستراليا الأصليون بعد استفتاء عام 1967. لم تُعرف الملكية التقليدية للأرض إلى عند عام 1992، عندما أعلن القاضي مابو كوينزلاند الثاني في المحكمة العليا التي ألغت تبعية الأرض الأسترالية لأحد، وأكدت أنها لم تكن تابعة لأحد قبل الاحتلال الأوروبي.
أدت اكتشاف الذهب التي كانت سببًا في نمو اقتصادي واضح إلى تدفُّق الناس إلي الأراضي الأسترالية في الفترة من سنة 1851 حتى سنة 1861. وفي عام 1900 ظهر ما يعرف باسم الكومنولث الأسترالي في سنة حين اتحدت ست مستعمرات أسترالية وهي (فيكتوريا —نيو ساوث ويلز — جنوب أستراليا — تاسمانيا — كوينزلاند — أستراليا الغربية).
لم تكن أستراليا دولة قبل 1901، بل كانت ستة مستعمرات مستقلة تديرها بريطانيا. وفي استفتاء عام 1901، صوّت الأستراليون تأييدًا لأن يتحدوا سويًا في دولة واحدة، تدعى الكومنويلث (الثروة المشتركة) الأسترالي. لكن ظلت أستراليا دومينيون للإمبراطورية البريطانية. ونشأ إقليم العاصمة الفدرالية (الذي سمي لاحقًا باسم إقليم العاصمة الأسترالي) عام 1911 وكان موقع العاصمة المستقبلية للاتحاد الفدرالي كانبيرا. كانت ميلبورن موقع الرئاسة مؤقتً منذ 1901 حتى 1927 عندما كانت تبنى مدينة كانبيرا.
انضمت أستراليا في الحرب العالمية الأولى عام 1914 إلى جانب بريطانيا ضد ألمانيا، النمسا والمجر وتركيا. وقد أرسلت الجنود الأستراليين إلى جاليبولي في معركة جاليبولي، وقد حارب الجنود الأستراليّون بشجاعة، لكن هزمهم الأتراك، كما حاربوا في الجبهة الغربية، أكثر من 60,000 أسترالي قُتلوا في المعركة وجرح 152,000. ويعدّ العديد من الأستراليين هزيمتهم في جاليبولي ميلاد الدولة—حيث كانت أول حركة عسكرية كبرى.

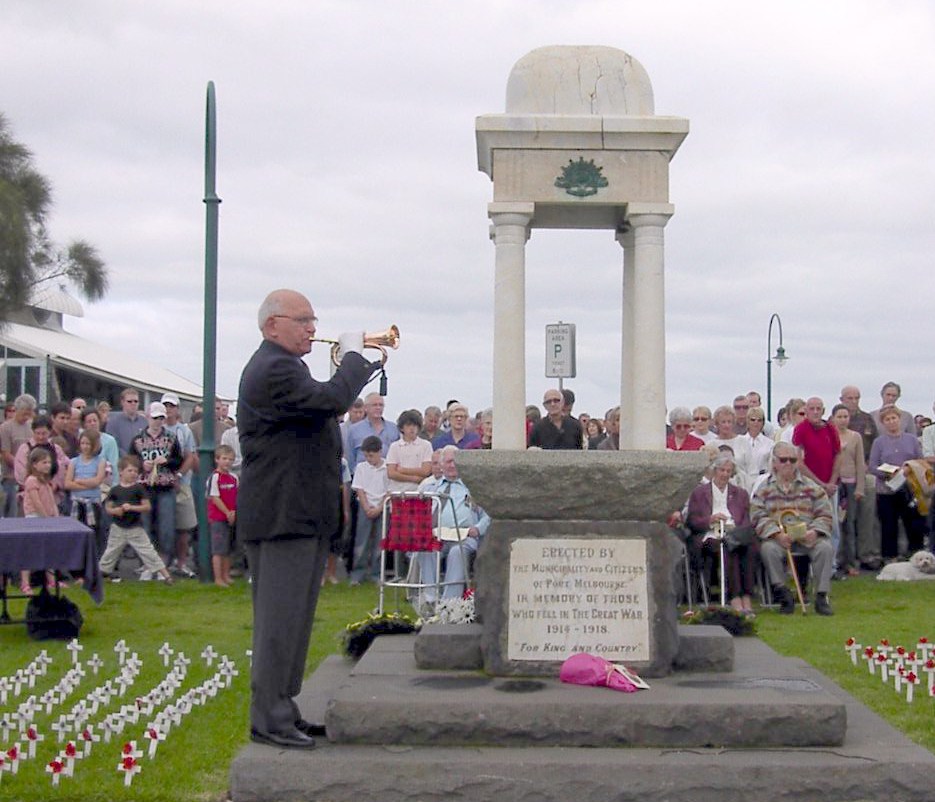
يحتفل الأستراليون بيوم اتحادهم مع نيوزلندا وقيامهم ببناء قاعدة ANZAC (قاعدة الجيش الأسترالي والنيوزيلندي) في يوم هزيمتهم في معركة جاليبولي.

أنهى النظام الأساسي لويستمينستر في بريطانيا عام 1931 رسميًا معظم الروابط الدستورية بين أستراليا والولايات المتحدة واعتمدتها أستراليا في 1942, وعندها عاشت أستراليا أيام صعبة في عصر الكساد الكبير في عصر الثلاثينيات وانضمت لبريطانيا في حرب ضد ألمانيا النازية عندما غزا أدولف هتلر بولندا في 1939. وفي 1941 والهزيمة الكبرى للمملكة المتحدة وأُسر العديد من الجنود الأستراليين بعد غزو اليابان لسنغافورة. وعندها بدأت اليابان في مهاجمة أستراليا، وقد خاف البعض من غزو اليابان لأستراليا، لكن بحرية الولايات المتحدة أوقفت اليابان، وعندها أصبحت أستراليا دولة صديقة لالولايات المتحدة الأمريكية وأصبحت الولايات المتحدة دولة محالفة وحامية لأستراليا. منذ 1951، أصبحت أستراليا ضمن حلف عسكري جديدة مع الولايات متحدة، يسمى أنزوس (بالإنجليزية: ANZUS). بعد انتهاء الحرب، حست أستراليا انها تحتاج للمزيد من الأشخاص ليملؤا البلد ويعملوا بها، وقالت الحكومة بأنها بتشجيع الهجرة من آسيا وكل مكان. وعندها تغيرت ثقافة وسكان والمنظر الرئيسي لأستراليا.
كانت آخر علاقة بين أستراليا والمملكة المتحدة قانون أستراليا عام 1986، التي أنهت كل دور بريطاني في حكومة الولايات الأسترالية. في عام 1999، جرى استفتاء صوّت فيه (55%) من الأستراليين برفض اقتراح عمل جمهورية برئيس. منذ انتخاب حكومة وايتلام في 1972، وتعمل الحكومة على زيادة تركيز العلاقات مع دول حوض المحيط الأطلنطي، مع أن إبقاء العلاقات القريبة مع حلفاء أستراليا وشركاء التجارة.

## السياسة
يعدّ نظام الحكم في أستراليا ملكية دستورية وديمقراطية برلمانية واتحاد بقوات فدرالية، وهي تستخدم نظام برلماني من قبل حكومة مع تشارلز الثالث الذي يمتلك منصب ملك أستراليا، وهو أيضًا صاحب المنصب كملك باقي دول الكومنولث. يسكن الملك في المملكة المتحدة، ومن يمثله هم حلفاءها في أستراليا (يمثله الحاكم العام في المرحلة الفدرالية والمحافظين في مراحل الدولة)، وتعطى السلطة التنفيذية السيادة تحت الدستور الأسترالي، لكن من يمنحه القوة لتنفيذها الحاكم العام. كان أبرز قرار للحاكم العام هو إقالة حكومة وايتلات أثناء الأزمة الدستورية عام 1975.
تنقسم الحكومة الفدرالية لثلاثة فروع
- السلطة التشريعية: برلمان من مجلسين، يتألف من الملك (ويمثله الحاكم العام) ومجلس الشيوخ ومجلس النواب،
- السلطة التنفيذية: المجلس التنفيذي، وينفذ أوامر الحاكم العام ويتكون من رئيس الوزراء ووزراء الدولة،
- السلطة القضائية: المحكمة العليا الأسترالية والمحاكم الفدرالية الأخرى، ويعين القضاة من قبل الحاكم العام بعد الأخذ بمشورة المجلس.

يوجد في مجلس الشيوخ (الهيئة التشريعية العليا) 76 عضوًا: 12 منهم من سائر الولايات وإثنين منهم من الإقليمين (إقليم العاصمة الأسترالية والإقليم الشمالي), ويتكون مجلس النواب (الهيئة التشريعية الأدنى) من 150 عضو، ويعرفون باسم «الناخبين» أو «المقاعد», وبكل ولاية لا يقل بها عدد المقاعد عن 5، وينتخبوا لمدة ثلاثة سنوات; بينما مجلس الشيوخ يكون لمدة 6 سنوات باستثناء القادمين من الإقليمين، حيث أن شروطهم مرتبطة بالدورة الانتخابية لمجلس النواب، وبالتالي 40 من 76 مقعد فقط يدخلون الدائرة الانتخابية إن لم تعطل الدورة.

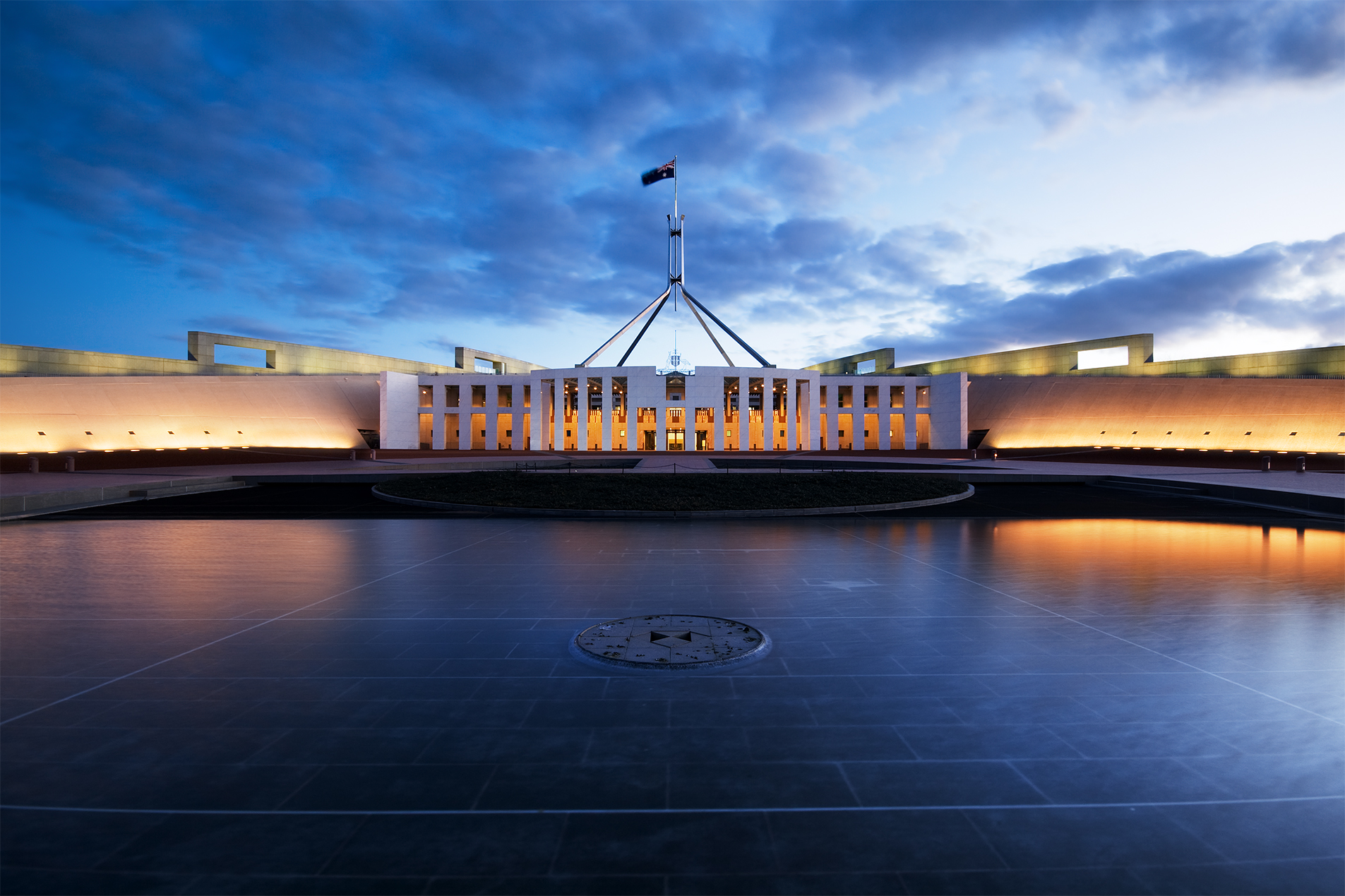
مقر البرلمان الأسترالي بكانبيرا الذي افتتح عام 1988 ليحل محل المقر القديم.

## التقسيمات الإدارية

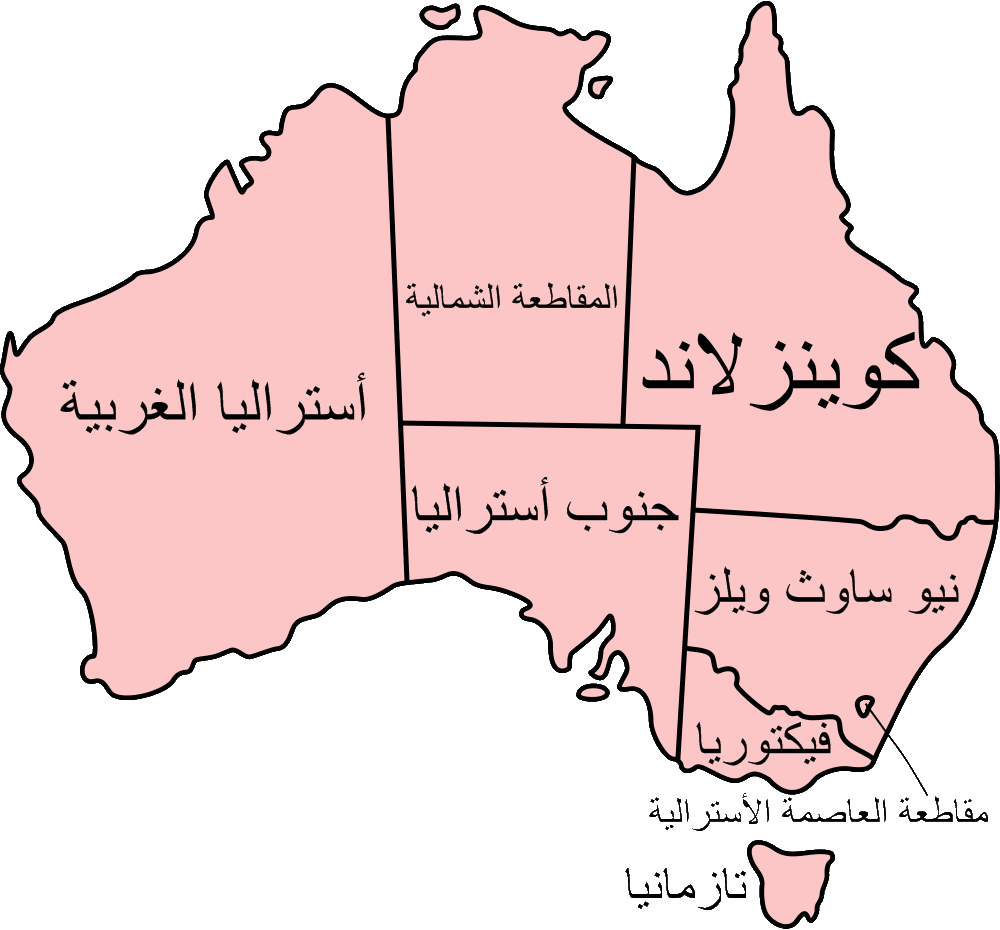
ولايات أستراليا

تنقسم أستراليا إلى ست ولايات ومقاطعتين أساسيتين:
- نيو ساوث ويلز وعاصمتها سيدني
- كوينزلاند وعاصمتها بريزبان
- جنوب أستراليا وعاصمتها أديليد
- تازمانيا وعاصمتها هوبارت
- فيكتوريا وعاصمتها مِلبورن
- أستراليا الغربية وعاصمتها بيرث
- إقليم شمالي وعاصمته داروِن
- مقاطعة العاصمة الأسترالية وعاصمتها كانبيرا

## ولايات ومقاطعات أستراليا
تتكون أستراليا ستة ولايات—نيوساوث ويلز وكوينزلاند وجنوب أستراليا وتسمانيا وفيكتوريا وأستراليا الغربية— ومقاطعتان كبرى—إقليم شمالي وإقليم عاصمة أستراليا— في بعض الأحيان يعامل المقاطعتان على أنهم ولايات، لكن يمكن لبرلمان الكومنولث أن يتخطى أي تشريع لبرلمانتهم. وعلى النقيض من ذلك، تتجاوز التشريعات الاتحادية الفدرالية تشريعات الولايات في المناطق التي وردت في المادة 51 من الدستور الأسترالي، ولكن تحتفظ تشريعات الولايات بجميع الصلاحيات في باقي المواد المتبقية، تشمل المدارس وشرطة الولاية وقضاء الولاية والطرق والمواصلات العامة والحكومة المحلية، حيث انهم لا يندرجوا تحت الأحكام الواردة في المادة 51.
تمتلك كل ولاية وكل مقاطعة كبرى له برلمانها الخاص ومجلس تشريعي واحد—في الإقليم الشمالي وإقليم عاصمة أستراليا وكوينزلاند— ومجلسين تشريعين في باقي الولايات. تعدّ الولايات كيانات ذات سيادة، على الرغم من أنها تخضع لبعض قوى الكومنولث على النحو المحدد في الدستور. تعدّ المجالس السفلى هي الجمعية التشريعية (مجلس نواب جنوب أستراليا وتسمانيا)، بينما المجالس العليا هي المجلس التشريعي. يعدّ رئيس الحكومة في كل ولاية هو رئيس الوزراء، وفي كل إقليم رئيس وزراء. تعدّ الملكة هي الحاكمة بالنسبة لكل ولاية. وفي الإقليم الشمالي، تعدّ هي المديرة. وفي الكومنولث، تمثل الملكة على أنها الحاكم العام.
يقول البرلمان الفدرالي أيضًا تلك الجزر
- خليج جيرفيس، قاعدة بحرية وميناء للعاصمة والتي كانت سابقًا جزء من نيوساوث ويلز.
- جزيرة كريسمس وجزر كوكس
- جزر أشمور وكارتيير
- جزر بحر المرجان
- جزيرة هيرد وجزر ماكدونالد
- الإقليم الأسترالي على القارة القطبية الجنوبية

تعدّ جزيرة نورفولك هي مقاطعة خارجية، ولكنها بقانون جزيرة نورفولك عام 1979، فهي تتمتع بسلطة أكبر وحكم ذاتي، تعدّ الملكة هي الحاكمة الرئيسية، لكن رئيس البلاد هو أوين واليش.

## الاقتصاد

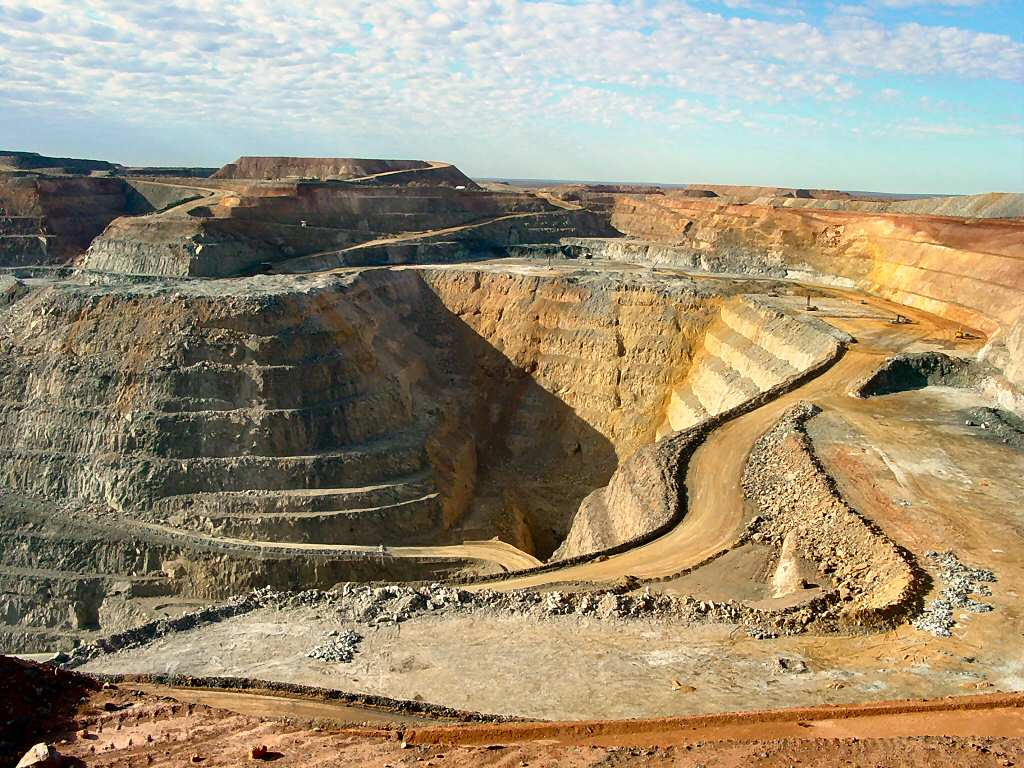
منجم ذهب سوبر بيت يقع في كالغورلي، غرب أستراليا. وهو أكبر منجم مفتوح في البلاد.

لدى أستراليا سوق اقتصادي ذات إنتاج محلي مرتفع مع انخفاض معدل الفقر. ويعدّ الدولار الأسترالي العملة الرسمية للدولة، وأيضًا لجزيرة كريسمس وجزر كوكس وجزيرة نورفولك، فضلًا عن دول جزر المحيط الهادي المستقلة كيريباتي وناورو وتوفالو. وفي عام 2006 بعد اندماج بورصة الأسترالية وبورصة العقود الآجلة بسيدني، أصبح سوق الأوراق المالية بأستراليا تاسع أكبر سوق في العالم.
وتصنف أستراليا الثالثة في مؤشر الحرية الاقتصادية 2010، وتعدّ أستراليا في المركز الثالث عشر كأكبر اقتصاد والتاسعة من حيث الناتج المحلي الإجمالي للفرد؛: أعلى من المملكة المتحدة وألمانيا وفرنسا وكندا واليابان والولايات المتحدة الأمريكية. وكانت الدولة مصنفة في المركز الثانية ضمن مؤشر التنمية البشرية للأمم المتحدة 2010 والأول في مؤشر الازدهار لإحصائيات ليجاتوم 2010. وكل مدن أستراليا الكبرى تصنف ضمن إحصائيات العالمية للمدن التي يمكن العيش بها: حيث تصنف ملبورن في المركز الثاني ضمن إحصائيات ذي إيكونوميست لعام 2008 ضمن أكثر مدن يمكن العيشة بها، ويليها بيرث وأديليد وسيدني في المركز الرابع والسابع والتاسع.

مصير وقيمة البضائع الأسترالية لعام 2006

طرحت حكومة هوك الدولار الأسترالي عام 1983 وعدلت على جزء من النظام المالي. وقد تبع هذا التغير تغيير جزئ لسوق المال وخصخصة المزيد من الشركات المملوكة للدولة،  وعلى الأخص في مجال الاتصالات. تم وقد تغير نظام الضرائب غير مباشرة في يوليو 2000 مع تقديم خدمة (10%) ضريبة السلع والخدمات. ويعتمد النظام الضريبي في أستراليا على ضريبة الدخل الشخصي ودخل الشركة كمصدر رئيسي لعائدات الحكومة.
في يناير 2007، كان هناك عدد 10,033,480 نسمة يعملون. حيث بلغ نسبة البطالة (5.1%). وارتفعت بطالة الشباب (15–24) من (8.7%) إلى (9.7%) عبر 2008–2009. وعلى مدار العقد الماضي، كانت نسبة التضخم المالي عادة تتراوح ما بين (2–3%) ونسبة العائد الأساسي (5–6%). وقد وصل معدل قطاع الخدمات الاقتصادية، الذي يشمل السياحة والتعليم والخدمات المالية والمحاسبة إلى (70%) من إجمالي الناتج المحلي. تعدّ أستراليا، الغنية بالموارد الطبيعية، أكبر مصدر للمنتجات الزراعية–خاصة القمح والصوف – والمنتجات المعدنية– مثل خام الحديد والذهب– والطاقة على هيئة غاز طبيعي وفحم. على الرغم من معدل الزراعة والمصادر الطبيعية يمثل (3%) و (5%) من إجمالي الناتج المحلي، وذلك لأنها تسهم كثيرًا في التصدير. وتعدّ أكبر مستوردين من أستراليا هم اليابان والصين والولايات المتحدة الأمريكية وجنوب كوريا ونيوزيلندا. وتحتل أستراليا المركز الرابع في تصدير النبيذ، حيث يسهم في 5.5$ مليار سنويًا لاقتصاد الدولة.

### العلوم والتكنولوجيا
عام 2019، أنفقت أستراليا 35.6 مليار دولار على البحث والتطوير، وخصّصت قرابة 1.79% من الناتج المحلي الإجمالي لذلك. أظهرت دراسة حديثة أجرتها شركة أكسنتشر لصالح مجلس التكنولوجيا أن قطاع التكنولوجيا الأسترالي مجتمعًا يساهم بمبلغ 167 مليار دولار سنويًا في الاقتصاد ويوظف 861000 شخص. إضافة لذلك، تقدّر قيمة الشركات الناشئة في سيدني وميلبورن مجتمعةً بـ34 مليار دولار. حلّت أستراليا في المركز 24 في مؤشر الابتكار العالمي عام 2023، وتقدّمت للمركز 23 في مؤشر عام 2024.

على الرغم من أن عدد سكان أستراليا يبلغ 0.3% فقط من سكان العالم، ساهمت أستراليا بنسبة 4.1% من الأبحاث المنشورة في العالم عام 2020، ما يجعلها واحدة من أفضل 10 مساهمين في الأبحاث في العالم. تساهم هيئة البحوث الأسترالية وهي وكالة العلوم الوطنية الأسترالية، بنسبة 10% من إجمالي الأبحاث في البلاد، بينما تساهم الجامعات بتنفيذ الباقي. ومن أبرز مساهماتها اختراع مطيافية الامتصاص الذري، المكونات الأساسية لتقنية واي فاي، وتطوير أول ورقة نقدية من البوليمر ناجحة تجاريًا.
تلعب أستراليا دوراً رئيسياً في دعم استكشاف الفضاء. تقدم المرافق الأسترالية كالتلسكوبات الراديوية مصفوف الكيلومتر المربع ومصفوفة تلسكوب أستراليا المدمج، والتلسكوبات مثل مرصد سايدنغ سبرينغ، والمحطات الأرضية مثل مجمع كانبيرا للاتصالات الفضائية العميقة مساعدةً كبيرة في مهمات استكشاف الفضاء السحيق، التي تقودها ناسا بشكلٍ أساسي.

## البيئة

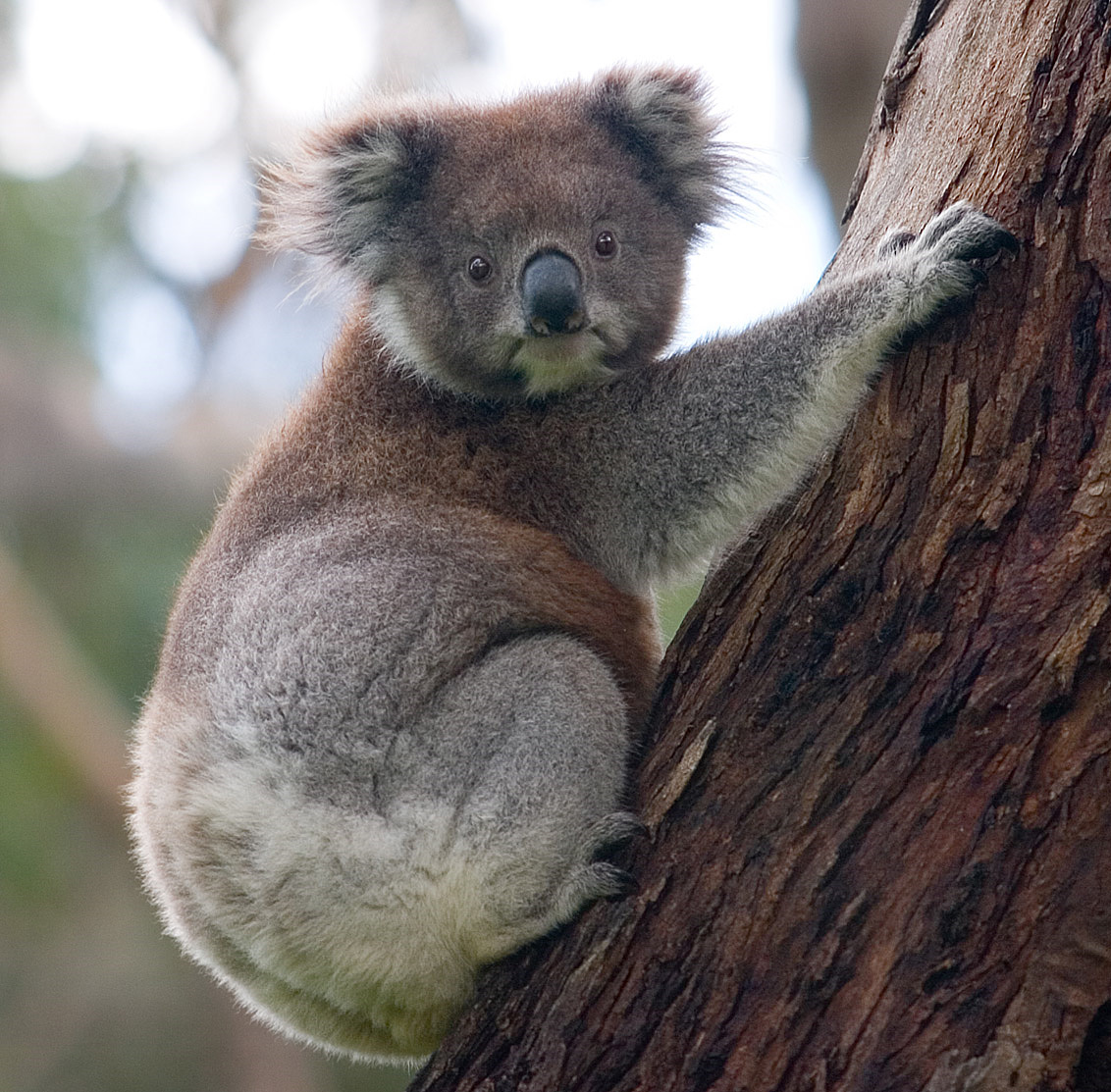
حيوان الكوالا وشجرة الكينا يشكلوا رمزًا لأستراليا

على الرغم من أن معظم أستراليا مناطق شبه قاحلة أو صحراء، إلا أنها تمتلك مجموعة متنوعة من البيئات مثل من بيئة الآلبية إلى الغابات الاستوائية، ولذلك تصنف ضمن البلدان ذات التنوع الحيوي الشديد. وبسبب عمر القارة الكبير، تتنوع الأقاليم مناخية، وعزلة جغرافية طويلة المدى، معظم الكائنات الحية في أسترالية فريدة من نوعها ومتنوعة. حوالي (85%) من الأزهار و (84%) من الثدييات و (45%) من الطيور و (89%) الأسماك التي تعيش في المناخ المعتدل متوطنة بالقارة. ولدى أستراليا عدد كبير من الزواحف، حيث تصل إلى 755 نوع.
تتألف معظم غابات أستراليا من الأنواع دائمًا الخضرة، خصوصًا أشجار الكينا في المناطق الأقل قاحلة وطلح في الصحاري المناطق الجافة كأكثر الأنواع انتشارًا. ومن بين الحيوانات الأسترالية الأكثر شهرة هم أحاديات المسلك (خلد الماء والنضناض); ومجموعة من الجرابيات، مثل الكنغر والكوالا والومبت والطيور مثل إيمو والكوكابورا. وتعدّ أستراليا موطنا للعديد من الحيوانات الخطيرة في ما بينهم أكثر أفاعي سامة في العالم. انقرضت العديد من النباتات منذ الاستيطان الأول البشري للقارة، بما في ذلك كائنات حيوانية ضخمة أسترالية، وأخرون اختفى منذ الاستيطان الأوروبي، مثل ثيلسين.
هناك العديد من المناطق الإيكولوجية الأسترالية، والعديد من الأنواع مهددة بسب النشاطات الإنسانية. وقانون حماية البيئة الفدرالية وحفظ التنوع الحيوي لعام 1999 هو الإطار القانوني لحماية الأنواع المهددة بالانقراض. وأنشا العديد من المحميات الطبيعية في إطار الإستراتيجية الدولية لحفظ وحماية التنوع البيئي الأسترالية والحفاظ على النظم الايكولوجية الفريدة. وصنفت 65 منطقة رطبة ضمن اتفاقية رامسار، وأنشا 16 مواقع للتراث العالمي. وكانت أستراليا تحتل المرتبة رقم 51 ضمن 163 في مؤشر الأداء البيئي 2010.

## الديموغرافيا
| التعداد السكاني لأستراليا | التعداد السكاني لأستراليا    | التعداد السكاني لأستراليا |
| عام                       | تعداد سكان أستراليا الأصليون |                           |
| ------------------------- | ---------------------------- | ------------------------- |
| ماقبل 1788                | 750,000 إلى 1,000,000        |                           |
| عام                       | تعداد السكان غير الأصليين    | نسبة الزيادة %            |
| 1788                      | 900                          | —                         |
| 1800                      | 5,200                        | 14.6%                     |
| 1850                      | 405,400                      | 8.7%                      |
| عام                       | التعداد السكاني              | نسبة الزيادة %            |
| 1900                      | 3,765,300                    | —                         |
| 1910                      | 4,525,100                    | 1.8%                      |
| 1920                      | 5,411,000                    | 1.8%                      |
| 1930                      | 6,501,000                    | 1.8%                      |
| 1940                      | 7,078,000                    | 0.9%                      |
| 1950                      | 8,307,000                    | 1.6%                      |
| 1960                      | 10,392,000                   | 2.2%                      |
| 1970                      | 12,663,000                   | 2.0%                      |
| 1980                      | 14,726,000                   | 1.5%                      |
| 1990                      | 17,169,000                   | 1.5%                      |
| 2000                      | 19,169,100                   | 1.1%                      |
| 2010                      | 20,971,000                   | 0.9%                      |

منذ عدة الأجيال، والنصيب الأكبر للمهاجرين لأستراليا جاء من بريطانيا، ومعظم الأستراليين بصفة عامة من أصول بريطانية وإيرلندية. في إحصاءات 2006, كان نسبة الأستراليين في أستراليا (37.13%) والإنجليز (32%) والإيرلنديين (9%) والسكوتلنديين (8%) والإيطاليين (4%) والألمانيين (4%) والصينيين (3%) والإغريق. (2%)
تضاعف عدد السكان أستراليا أربعة أضعاف بعد نهاية الحرب العالمية الأولى، نتيجة الزيادة الكبيرة في الهجرة. بعد الحرب العالمية الثانية حتى 2000, هاجر 5.9 مليون نسمة إلى أستراليا، وسكن بها كمهاجرين جدد. وهذا يعني ان كل اثنين من كل سبعة أستراليين جاءوا من الخارج. ولأسباب العائلة أو اللجوء نصيب الأكبر من أسباب الهجرة. ويخطط أن في 2050 ستكون أستراليا عدد سكانها 42 مليون نسمة.
في 2001, كانت نسبة (23.1%) الأستراليين في أستراليا ولدوا بالخارج، وأكبر خمسة جماعات مهاجرين كانوا من المملكة المتحدة ونيوزيلندا وإيطاليا وفيتنام والصين. وفي 1998–99 وصل عدد المهاجرين إلى 67,900 وما بين 2005–06, هاجر أكثر من 131,00 لأستراليا بشكل معظمهم أتى من آسيا وأوقيانوسيا، وحاليًا تسعى أستراليا في ما بين 2010–11 أن يصل عدد المهاجرين 168,700.
كان عدد سكان أستراليا الأصليون–أبورجيين وسكان مضيق توريس– يساوي 410,003 نسمة (أي 2.2 من تعداد السكان) في 2001, وهو ارتفاع ملحوظ بعد أن كان 115,953 نسمة في إحصاءات 1976 ولم يتم احتساب عدد كبير من السكان الأصليين وذلك نتيجة لحالتهم الغير مسجلة بالإحصائية، ولكن بعد عند احتسابهم سيكون العدد 460,140 نسمة (أي 2.4% من مجموع السكان) في 2001.

تشهد معدلات سجن وبطالة سكان أستراليا الأصليين أكثر من العادي، بالإضافة لانخفاض مستوى التعليم، ومتوسط العمر المتوقع لديهم أقل ب11–17 عن السكان الغير الأصليين لأستراليا. وقد وصفت بعض المجتمعات النائية للسكان الأصليين على أنها مجتمعات فاشلة.

### اللغة

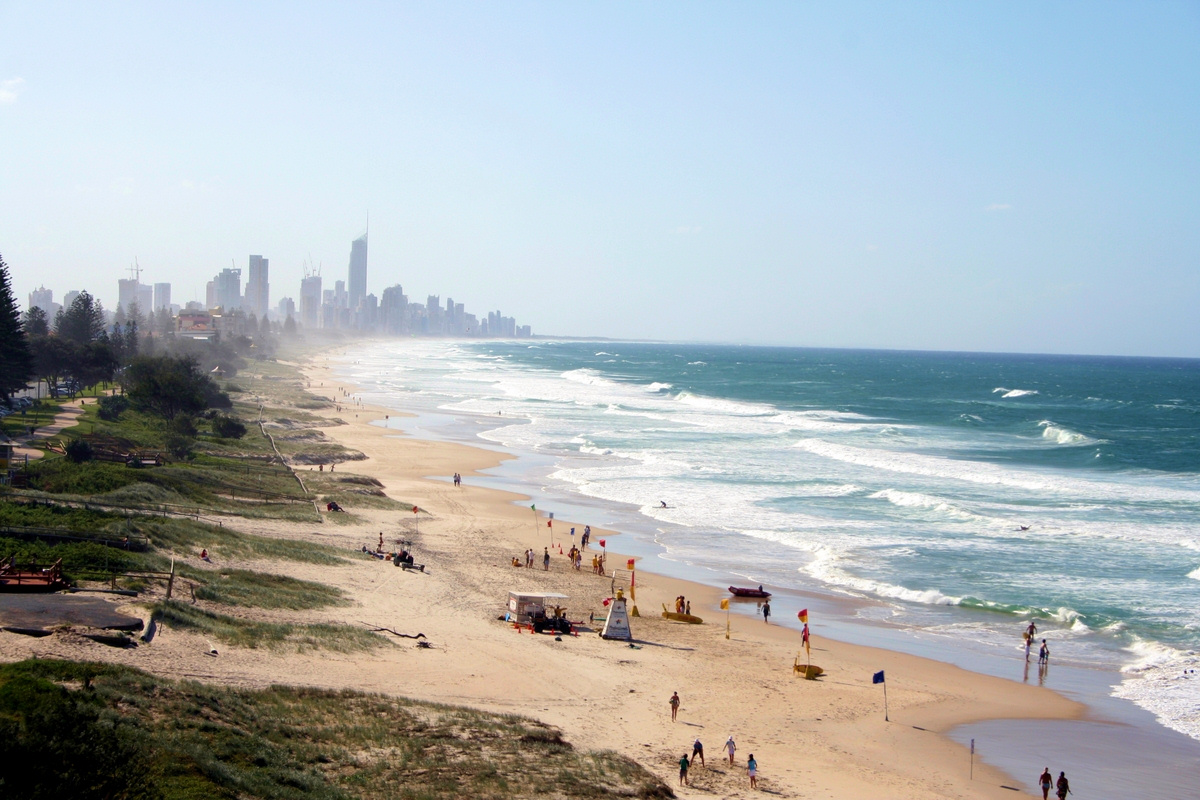
يعيش حوالي ثلاثة أرباع من الأستراليين في المدن الحضرية والمدن الساحلية. والشاطئ جزء لا يتجزأ من الهوية الأسترالية

على الرغم من أن أستراليا لا تمتلك لغة رسمية، إلا أن الإنجليزية تعدّ اللغة الوطنية الفعلية. تعدّ الإنجليزية الأسترالية لها هي اللغة الأكثر انتشارًا بين المجتمع. وهي تتشابه مع الإنجليزية في النحو والإملائية لكن مع بعض الاستثناءات البارزة. ضمن إحصائية 2006, تعدّ اللغة الإنجليزية هي أكثر لغة تستخدم في المنازل وبنسبة قريبة من (79%) من السكان. وباقي اللغة المستخدمة في المنازل هي الإيطالية (1.6%) واليونان (1.3%), والكانتونية (1.2%). ويعتقد أن نسبة كبيرة من المهاجرين من الجيل الأول والثاني كانوا أصحاب لغتين. في 2010–11 أكد مؤشر التنمية المبكرة لأستراليا ان أكثر لغة شائعة يتحدث بها الأطفال بعد الإنجليزية هي العربية تليها الفيتنامية واليونانية والصينية والهندية.
يعتقد أنه كان هناك ما بين 200 و 300 لغة لسكان أستراليا الأصليون قبل الاتصال الأوروبي الأول له، لكنه نجى منها 70 لغة فقط. عدد كبير من اللغة يتحدثها كبار السن; ونحو 18 لغة لسكان أستراليا الأصليون ينطقها جميع الفئات العمرية. في إحصاءات 2006, أفادت أن 52,000 من سكان أستراليا الأصليون (أي 12% منهم فقط) يتحدث لغات سكان أستراليا الأصليون في المنزل. ولدى أستراليا لغة إشارة معروفة باسم أوسلان، وهي اللغة الرئيسية لحوالي 5,500 شخص أصم.

### الدين
| الدين في أستراليا (اعتبارًا من 2016) | الدين في أستراليا (اعتبارًا من 2016) | الدين في أستراليا (اعتبارًا من 2016) | الدين في أستراليا (اعتبارًا من 2016) | الدين في أستراليا (اعتبارًا من 2016) |
| ----------------------------------- | ----------------------------------- | ----------------------------------- | ----------------------------------- | ----------------------------------- |
| الدين                               | الدين                               |                                     | النسبة                              | النسبة                              |
| لادينية                             | لادينية                             |                                     | 30.1%                               | 30.1%                               |
| كاثوليكية                           | كاثوليكية                           |                                     | 22.6%                               | 22.6%                               |
| مسيحية أخرى                         | مسيحية أخرى                         |                                     | 18.7%                               | 18.7%                               |
| أنجليكانية                          | أنجليكانية                          |                                     | 13.3%                               | 13.3%                               |
| إسلام                               | إسلام                               |                                     | 2.6%                                | 2.6%                                |
| بوذية                               | بوذية                               |                                     | 2.4%                                | 2.4%                                |
| هندوسية                             | هندوسية                             |                                     | 1.9%                                | 1.9%                                |
| أخرى                                | أخرى                                |                                     | 0.8%                                | 0.8%                                |
| يهودية                              | يهودية                              |                                     | 0.4%                                | 0.4%                                |
| غير محدد أو لم يتم الإفصاح          | غير محدد أو لم يتم الإفصاح          |                                     | 9.1%                                | 9.1%                                |

ليس لأستراليا ديانة رسمية؛ حيث تمنع المادة 116 من الدستور الأسترالي الحكومة الاتحادية من تأسيس أي ديانة، أو فرض أي شعائر دينية، أو منع حرية ممارسة أي دين. في إحصاء عام 2011، كانت نسبة 61.1% من الأستراليين مسيحية (حيث كانت نسبة 25.3% من الرومان الكاثوليك، ونسبة 17.1% كانوا من الأنجليكيين)، وعرف 22.3% من السكان أنفسهم على أنهم لادينيين، وعرف 7.2% أنفسهم على أنهم من أديان غير مسيحية حيث كان أكبرها البوذية (2.5%)، تبعه الإسلام (2.2%)، ثم الهندوسية (1.3%)، واليهودية (0.5%)، ولم تقدم النسبة المتبقية (9.4%) إجابة ملائمة على السؤال. كانت نسبة الحضور للكنيسة عام 2011 7% من السكان. لدى أستراليا واحد من أدنى مستويات الالتزام الديني في العالم. وفي إحصائية عالمية قامت بها شركة غير ربحية ألمانية، وجدت أن أستراليا أقل الدول تدينًا في العالم الغربي، حيث تقع في المركز ال17 من أصل 21 دولة. وحوالي كل ثلاثة من أربعة أستراليين لا يعتنقون دينًا أو لا يضعون الدين ضمن أساسياتهم،  وأكدت إحصائية جرت على 1,718 أسترالي أقامتهم ان عدد الحضور للكنيسة هبط من (23%) في 1993 أي (16%) في 2009، بينما (60%) من بين عمر 15 حتى 29 الذين يحضرون الكنائس في عام 1993 تضائل إلى (33%) في عام 2009.
في تعداد عام 2016، تم اعتبار 54.6 ٪ من الأستراليين مسيحيين، بما في ذلك 22.6٪ كاثوليك رومانيون و13.3 ٪ كأنجيليكان. أفاد 30.1٪ من السكان بأنهم «بلا دين»؛ وعبرت نسبة 7.3٪ عن الديانات غير المسيحية، وأكبرها الإسلام (2.6٪)، تليها البوذية (2.5٪) والهندوسية (1.9٪) واليهودية (0.4٪). ولم تقدم نسبة 9.6٪ المتبقية من السكان إجابة. ارتفع عدد الذين أفادوا بعدم وجود دين بشكل واضح من 19٪ في عام 2006 إلى 30٪ في عام 2016. وكان أكبر تغيير بين 2011 (22 ٪) و2016 (30.1 ٪)، عندما أبلغ 2.2 مليون شخص آخر عن عدم اعتناقهم لأي دين.
تتمتع أستراليا بأحد أدنى مستويات الالتزام الديني في العالم. في عام 2001، حضر 8.8 ٪ فقط من الأستراليين الكنيسة أسبوعيا.

### التعليم
يكون حضور المدارس في أستراليا إلزامي. حيث يتلقى كل الأطفال 11 عامًا إجباريًا من التعليم في ما بين العمر 6 إلى 16، ثم يعطوهم عامين اختياريين إضافيين، وهذا ساهم في محو الأمية بنسبة كبيرة. ويكون هناك سنة تمهيدية قبل العام الأول من الدراسة، وإن لم تكن إلزاميًا إلا أنه عادة ما يقوموا بها. وفي برنامج الدولي لتقييم الطلاب، عادة ما تكون أستراليا ضمن الأوائل الخمس في من أكثر من ثلاثين دولة كبرى متقدمة. وتصنف المنظمة التعاون وتنمية البلاد أستراليا ضمن أكثر الدول تكلفة لحضور الجامعة. يعدّ (58%) من الأستراليين الذين يتراوح عمرهم ما بين 25 و64 عام لديهم مؤهلات مهنية ومؤهلات التعليم العالي، ومعدل التخرج الجامعي (48%) وهو يعدّ أكبر مؤهل ضمن منظمة التعاون وتنمية البلاد.
تنافس الجامعات الأسترالية على مراكز متقدمة في تصنيف الجامعات العالمي حيث حصلت جامعة ملبورن على المرتبة 36 على مستوى العالم حسب تصنيف التايمز للتعليم العالي للتصنيف العالمي للجامعات لعامي 2010-2011 وحصلت جامعة أستراليا الوطنية على المرتبة 43 وجامعة سيدني على المرتبة 71 وجامعة أدليد على المرتبة 73 وجامعة كوينزلاند على المرتبة 81 وجامعة نيو ساوث ويلز على المرتبة 152 وجامعة موناش على المرتبة 178.

### الصحة
يعدّ معدل العمري الافتراضي في أستراليا في 2006 كان 78.7 عامًا للذكور و 83.5 عامًا للإناث. ولدى أستراليا أكبر المعدلات لسرطان الجلد في العالم، ويعدّ التدخين أكبر مسبب للوفاة والمرض. ولدى الأستراليين نسبة عالية في زيادة الوزن من مواطني الدول المتقدمة الأخرى. يعدّ إجمالي الإنفاق على الصحة (بما في ذلك القطاع الخاص) حوالي (9.8%) من إجمالي الإنتاج العام. وتقدم أستراليا خدمة الرعاية الصحية الشاملة منذ 1975, والتي تعرف باسم ميديكير. وتنظم الولايات المستشفيات وخدمات العيادات الخارجية، بينما تمول الكومنولث شركات الأدوية وتدعم الممارسة العامة للصيدلة.

## الثقافة
منذ عام 1788، تأثرت الثقافة الأسترالية بقوة بالثقافة الغربية الأنجلو سلتيك. وكانت البيئة أسترالية الطبيعية والثقافات الأصلية لها تأثير مميز أيضا على ملامح الثقافة في البلاد.
ومنذ منتصف القرن العشرون أثرت الثقافة الشعبية للولايات المتحدة الأمريكية بشدة على أستراليا، لا سيما من خلال التلفزيون والسينما. تأثيرات ثقافية أخرى تأتي من البلدان الآسيوية المجاورة، ومن خلال الهجرة على نطاق واسع من غير الدول الناطقة باللغة الإنكليزية.

### الفنون
يعتقد أن الفنون البصرية الأسترالية قد بدأت في الكهوف عن طريق السكان الأصليون. واعتمد الأستراليين الأصليين إلى حد كبير على نقل فنونهم الشعبية شفهيا، من خلال الاحتفالات والقصص. ومنذ الاستيطان الأوروبي، أصبحت المناظر الطبيعية هي أحد مواضيع الفن الأسترالي. المناظر الطبيعية في البلاد لا تزال يشكل مصدر إلهام للفنانين الحداثية الأستراليين، وقد تم تصوير ذلك في الأعمال المشهود لهم من قبل من أمثال سيدني نولان،  فريد ويليامس،  سيدني لونغ،  وكليفتون بف. ويعد الفن المعاصر للسكان الأصليين هو الحركة الفنية الوحيدة ذات الأهمية الدولية للخروج من أستراليا  و«أخر حركة فنية عظيمة للقرن العشرين».
كما تأثر الأدب الأسترالي بالمناظر الطبيعية أيضا، فأعمال كتاب مثل بانجو باترسون، هنري لوسون، ودوروثيا ماكيلار تعد مثالا على ذلك. وكون البلاد مستعمرة سابقا، وتمثل ذلك في الأدب في وقت مبكر، له شعبية مع أستراليا الحديثة. وفي عام 1973، منح باتريك وايت على جائزة نوبل في الأدب،  وهو أول أسترالي يحقق هذا.
تتلقى العديد من شركات الفنون المسرحية الأسترالية التمويل من خلال مجلس أستراليا التابع للحكومة الفيدرالية. هناك أوركسترا سيمفونية في كل ولاية، وشركة أوبرا وطنية، أوبرا أستراليا مشهورة بمغنية السوبرانو الشهيرة جوان ساذرلاند. في بداية القرن العشرين، كانت نيلي ميلبا واحدة من مغني الأوبرا الرائدين في العالم.

### أطعمة
تأثر طعام السكان الأصليين كثيرًا بالبيئة المحيطة. فاعتمدت معظم القبائل البدائية على الصيد وجمع الفاكهة والنباتات. ثم أدخل المستوطنون الأوائل الأطعمة الإنكليزية للقارة، 
وهي أنواع الأطعمة التي أثرت كثيرا في الأكلات المحببة لكثير من الأستراليين اليوم. منذ بداية القرن العشرون، ازداد تأثّر الأطعمة الأسترالية بالمهاجرين للبلاد خصوصا القادمين من أوروبا الجنوبية ومن آسيا.
يُصنع الخمر في أستراليا في 60 منطقة إنتاج مختلفة، وهو ما يتكون من إجمالي مساحة ما يقرب من 160 ألف هيكتار تتمركز في الأساس في جنوب البلاد لاعتدال المناخ هناك. كل منطقة في هذه الولايات تنتج نوع مختلف من الخمر على حسب نوع التربة والمناخ السائد فيها. وقد فاز خمر بينفولذز غرانغ بجائزة «واين سبكتاتر» لأفضل نوع خمر في عام 1995، وهي الجائزة التي يفوز بها نوع خمر من خارج أوروبا أو كالفورنيا لأول مرة.

### الرياضة

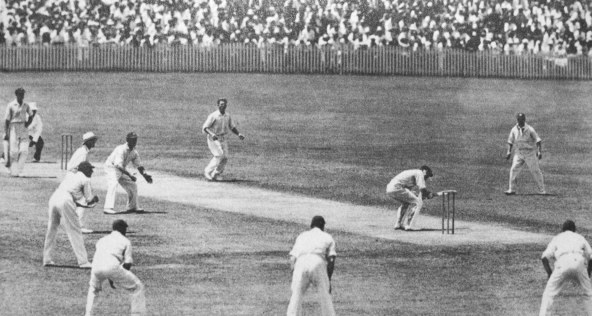
رياضة الكريكت تحتل مكانة هامة في الرياضة الأسترالية منذ القرن التاسع عشر.

يحرص حوالي 24 بالمئة من الأستراليين من هم 15 سنة أو أكبر على الانخراط في أنشطة رياضية منظمة. تعد كرة القدم الأسترالية والكريكت من أكثر الرياضات شعبية في أسترالية. كما أن أستراليا تتميز بالرياضات المائية وخاصة ركوب الأمواج، رياضات الزوارق السريعة والزوارق الشراعية. وتعد أستراليا ثاني أعلى دولة من حيث الفوز بالميداليات في رياضة السباحة بالألعاب الأوليمبية.
اشتركت أستراليا في في جميع دورات الألعاب الأولمبية الصيفية في الفترة الحديثة. وفي جميع دورات ألعاب الكومنولث أيضا. واستضافت أستراليا دورتي الألعاب الأوليمبية الصيفية في 1956 بملبورن و2000 بسيدني. كما استضافت أستراليا أربع دورات لألعاب الكومنولث في أعوام 1938 و 1962 و 1982 و 2006. بعض الفاعليات الرياضية الكبيرة التي استضافتها أستراليا تشمل بطولة أستراليا المفتوحة للتنس ومباريات دولية في رياضة الكريكت وجائزة أستراليا الكبرى للفورميلا وان.

## وصلات خارجية
- عن أستراليا من وزارة الشؤون الخارجية والتجارة الأسترالية.
- بوابة حكومات أستراليا (الدولة، الدولة الاتحادية والإقليم))
- بوابة الحكومة الأسترالية
- برلمان أستراليا: (ويشمل رئيس الدولة))
- برلمان أستراليا: قائمة الوزارة
- المكتب الأسترالي للإحصاء
- بوابة منظمات المجتمع المدني
- المؤسسات الثقافية
- السياحة في أستراليا

1. ↑  تطالب الدولة أيضًا بـ 42% من القارة القطبية الجنوبية؛ إلا أن المملكة المتحدة وفرنسا ونيوزيلندا والنرويج هي الوحيدة التي تعترف بهذا.Scott، Shirley (2021). "The Irrelevance of Non-recognition to Australia's Antarctic Territory Title" (PDF). International and Comparitive Law Quarterly. ج. 70 ع. April 2021. DOI:10.1017/S0020589321000051. مؤرشف من الأصل (PDF) في 2024-06-24.